# Ada County
Ada County är ett administrativt område i delstaten Idaho, USA, med 392 365 invånare (2010). Den administrativa huvudorten (county seat) är Boise. 

## Geografi
Enligt United States Census Bureau så har countyt en total area på 2 746 km². 2 732 km² av den arean är land och 14 km² är vatten. 

### Angränsande countyn
- Boise County - nordöst
- Elmore County - öst
- Owyhee County - syd
- Canyon County - väst
- Gem County - nordväst

## Städer och övriga orter
- Boise
- Eagle
- Garden City
- Kuna
- Meridian
- Star